# Departament białostocki

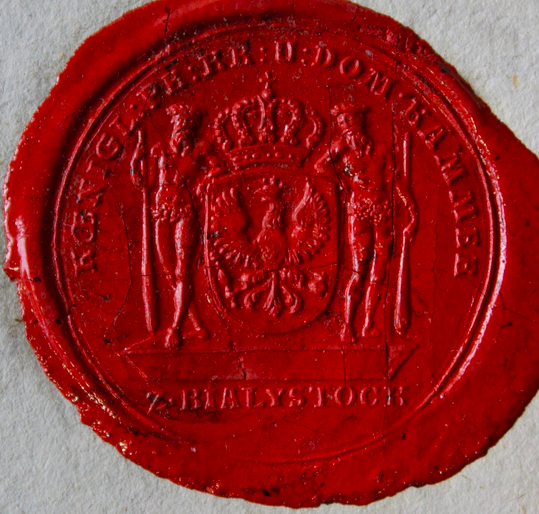
Pieczęć Kamery Wojny i Domen – organu administracyjnego Prus Nowowschodnich; APB, Kamera Wojny i Domen 1796–1807

Departament białostocki (niem. Kammerdepartement Bialystok) – jednostka administracyjna pruskiej prowincji Prusy Nowowschodnie (Nowych Prus Wschodnich) w latach 1795–1807. Stolicą departamentu był Białystok.
Działalność władz pruskich doprowadziła do całkowitej przemiany miasta – z zaplecza istniejącego dworu Branickich w centrum administracyjne departamentu.

## Historia departamentu

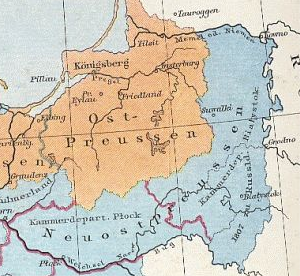
Departament białostocki na mapie historycznej z 1886 r., ukazującej sytuację w r. 1806

16 listopada 1794 r. upadło powstanie kościuszkowskie, w rok później upadła I Rzeczpospolita i całe północne Mazowsze oraz Podlasie włączono do państwa pruskiego, jako Prusy Nowowschodnie.
Stan tymczasowej okupacji wojskowej zakończył się z chwilą podpisania traktatu rozbiorowego 24 października 1795 r. Wkrótce potem rozkazem z 14 grudnia 1795 r. Fryderyk Wilhelm II powierzył ministrowi Fryderykowi Leopoldowi von Schrötterowi organizację ziem położonych na prawym brzegu Wisły i Bugu. Podobnym rozkazem z 26 grudnia 1795 r. król zaproponował pierwsze propozycje organizacyjne, w myśl których nowa prowincja miała być przez cały rok administrowana przez specjalnych komisarzy, przy zachowaniu dotychczasowego, polskiego ustroju administracyjnego i sądowego.
24 października 1795 r. został podpisany przez zaborców III rozbiór Polski, ale ostatecznie decyzja, co do granic Prus i Rosji na ziemiach polskich zapadła dopiero 2 lipca 1796 r.
Od 26 stycznia 1796 r. rządy w Białymstoku przejęli Prusacy. Pruska administracja cywilna podjęła działania od czerwca 1797 r., Kamerą Wojen i Domen (wojenno-ekonomiczną) kierował prezydent Karol von Knobloch, a od 1802 r. Fryderyk von Wagner, zaś władzę sądowniczą przejęła Rejencja. W Białymstoku ulokował się ponadto landrat (starosta), tu mieściły się zarządy różnego rodzaju służb, deputacje, komisje, powstała hipoteka. Łącznie w mieście przebywało około 200 dobrze opłacanych urzędników, w zdecydowanej większości przyjezdnych z Prus i stacjonowały cztery kompanie batalionu fizylierów oraz oddział z regimentu bośniaków, czyli razem ponad 560 żołnierzy, a z rodzinami ponad tysiąc osób. Na potrzeby gospodarki miejskiej pracowało ponad 600 osób.
W 1802 r. miasto Białystok sprzedane przez Potockich, sukcesorów Branickiego, przechodzi na własność rządu pruskiego i staje się centrum administracyjnym, jako siedziba departamentu białostockiego Prus Nowowschodnich i siedzibą władz utworzonego wówczas powiatu białostockiego.
Po pokoju w tylżyckim w 1807 r. miasto zostało włączone w granice Rosji, jako stolica obwodu. Od 1842 r. było częścią guberni grodzieńskiej.

## Podział departamentu białostockiego
Departament białostocki zamieszkiwało ponad 500 tys. osób w 95 tysiącach domów (gospodarstw). W miastach zamieszkiwało 16% całej populacji.
W skład departamentu wchodziło 10 powiatów (dystryktów), były one jednakowej wielkości:
- powiat białostocki – Białystok
- powiat bielski – Bielsk Podlaski
- powiat dąbrowski – Dąbrowa
- powiat drohiczyński (lub drohicki) – Drohiczyn
- powiat goniądzki – Goniądz
- powiat kalwaryjski – Kalwaria
- powiat łomżyński – Łomża
- powiat mariampolski – Mariampol
- powiat suraski – Suraż
- powiat wigierski – Wigry[6].

W skład utworzonej w 1795 r. prowincji Prus Nowowschodnich weszły ziemie drugiego zaboru, leżące między Wisłą, Bugiem, Narwią i Niemnem część Mazowsza, położona na prawym brzegu Wisły, należąca przedtem do Prus południowych, ziemia trzeciego zaboru tj. pozostała część Mazowsza leżąca nad Narwią, cześć Podlasia oraz skrawki Litwy i Żmudzi, na lewym brzegu Niemna. Prusy Nowowschodnie zajmowały powierzchnię 778 mil kwadratowych. Ostateczne określenie granic dwóch departamentów: białostockiego i płockiego, na które podzielono Prusy Nowowschodnie, kamer wojenno-ekonomicznych oraz powiatów nastąpiło w cyrkularzu z 9 czerwca 1799 r. Podano wówczas do wiadomości, że kamery będą zajmowały się sprawami policji, finansów, zwierzchności terytorialnej i duchowieństwa katolickiego, landraci zaś wszystkimi problemami swojego okręgu z wyjątkiem sądownictwa oraz domen królewskich.
Władzą terenową departamentu była kamera pełniąca funkcję administracyjną i skarbową; władze sądownicza pełniła Rejencja. Stojący na czele powiatu landrat był pierwszą instancją policyjną, decydującą o wszystkich sprawach administracyjno –skarbowych. Nadzorował wykonywanie poleceń wyższych urzędników na podległym sobie terenie, z wyłączeniem spraw domen królewskich i miast. Niektórych landratów powoływano z miejscowej szlachty, a szczególnie tych, którzy pełnili funkcje w komisji organizacyjnej powiatu.
Landraci urzędowali w następujących siedzibach: Landratura Białostocka – Białystok, Bielska – Bielsk, Dąbrowska – Dąbrowa, Drohiczyńska – Drohiczyn, Goniądzka/Biebrzańska od 1803 r. – Goniądz/Szczuczyn, Kalwaryjska – Kalwaria, Łomżyńska – Łomża, Mariampolska – Mariampol, Suraska – Tykocin, Wigierska – Suwałki.
Opis departamentu białostockiego jest ukazany w publikacji z 1799 r.
Pieczęć Kamery Wojny i Domen w Białymstoku z 1799 r. znajduje się na jednym z dokumentów w Archiwum Państwowym w Białymstoku.
Nowe Prusy Wschodnie są natomiast ukazane na mapie z 1806.

## Miasta
W 1800 roku w departamencie znajdowało się 86 miast:
- - powiat białostocki (s. Białystok)
    - 10 miast: Białystok, Choroszcz, Gródek, Janów, Jasionówka, Knyszyn, Odelsk, Sokółka, Wasilków, Zabłudów (Trzcianne nie zaliczone w 1800 do miast)

  - powiat bielski (s. Bielsk)
    - 5 miast: Bielsk, Boćki, Kleszczele, Narew, Orla (Rudka nie zaliczona w 1800 do miast)

  - powiat dąbrowski (s. Dąbrowa)
    - 10 miast: Dąbrowa, Hołynka, Korycin, Kuźnica, Lipsk, Nowy Dwór, Raczki, Sidra, Sopoćkinie, Suchowola, Sztabin

  - powiat drohiczyński (s. Drohiczyn)
    - 5 miast: Ciechanowiec, Drohiczyn, Mielnik, Siemiatycze, Wysokie Mazowieckie (Niemirów nie zaliczony w 1800 do miast)

  - powiat goniądzki (s. Goniądz)
    - 10 miast: Augustów, Goniądz, Grajewo, Jedwabne, Osowiec, Radziłów, Rajgród, Szczuczyn, Wąsosz, Wizna

  - powiat kalwaryjski (s. Kalwaria)
    - 8 miast: Kalwaria, Lubów, Olita, Simno, Urdomin, Wierzbołów, Wisztyniec, Wyłkowyszki

  - powiat łomżyński (s. Łomża)
    - 6 miast: Kolno, Łomża, Nowogród, Stawiski, Śniadowo, Zambrów

  - powiat mariampolski (s. Mariampol)
    - 10 miast: Balwierzyszki, Ludwinów, Mariampol, Pilwiszki, Poniemoń, Preny, Sapieżyszki, Sudargi, Szaki, Władysławów

  - powiat suraski (s. Suraż)
    - 3 miasta: Brańsk, Suraż, Tykocin

  - powiat wigierski (s. Wigry)
    - 18 miast: Bakałarzewo, Berżniki, Filipów, Jeleniewo, Krasnopol, Lejpuny, Liszków, Łoździeje, Metele, Mirosław, Przerośl, Puńsk, Sejny, Sereje, Suwałki, Szczebra, Wiejsieje, Wiżajny

## Wykaz miast 1800
| Herb | Miasto              | Nazwa niem. 1800        | Ludność 1800 | Powiat 1800              | Ilość dymów | Typ | Lokalizacja po 1807         | Obecna lokalizacja |
| ---- | ------------------- | ----------------------- | ------------ | ------------------------ | ----------- | --- | --------------------------- | ------------------ |
|      | Mariampol           | Marienpol               | 1178         | mariampolski (Marienpol) | 159         | Kr  | dp. łomżyński, Ks. Warszaw. | Litwa              |
|      | Sudargi             | Johannesburg / Sadargen | 215          | mariampolski (Marienpol) | 48          | Kr  | dp. łomżyński, Ks. Warszaw. | Litwa              |
|      | Ludwinów            | Ludwinowen              | 312          | mariampolski (Marienpol) | 131         | Kr  | dp. łomżyński, Ks. Warszaw. | Litwa              |
|      | Władysławów         | Neustadt                | 2320         | mariampolski (Marienpol) | 231         | Kr  | dp. łomżyński, Ks. Warszaw. | Litwa              |
|      | Pilwiszki           | Pilwiszken              | 333          | mariampolski (Marienpol) | 67          | Kr  | dp. łomżyński, Ks. Warszaw. | Litwa              |
|      | Preny               | Prenn                   | 1224         | mariampolski (Marienpol) | 204         | Kr  | dp. łomżyński, Ks. Warszaw. | Litwa              |
|      | Sapieżyszki         | Sapieszyszken           | 107          | mariampolski (Marienpol) | 32          | Kr  | dp. łomżyński, Ks. Warszaw. | Litwa              |
|      | Balwierzyszki       | Balwierzisken           | 920          | mariampolski (Marienpol) | 107         | Sz  | dp. łomżyński, Ks. Warszaw. | Litwa              |
|      | Poniemoń            | Poniemon                | 480          | mariampolski (Marienpol) | 57          | Sz  | dp. łomżyński, Ks. Warszaw. | Litwa              |
|      | Szaki               | Szaky                   | 574          | mariampolski (Marienpol) | 65          | Sz  | dp. łomżyński, Ks. Warszaw. | Litwa              |
|      | Kalwaria            | Kalwary                 | 2705         | kalwaryjski (Kalwary)    | 440         | Kr  | dp. łomżyński, Ks. Warszaw. | Litwa              |
|      | Lubów               | Lubow                   | 425          | kalwaryjski (Kalwary)    | 84          | Kr  | dp. łomżyński, Ks. Warszaw. | Litwa              |
|      | Olita               | Olitta                  | 219          | kalwaryjski (Kalwary)    | 33          | Kr  | dp. łomżyński, Ks. Warszaw. | Litwa              |
|      | Simno               | Simno                   | 703          | kalwaryjski (Kalwary)    | 103         | Kr  | dp. łomżyński, Ks. Warszaw. | Litwa              |
|      | Wyłkowyszki         | Wilkowiszken            | 1804         | kalwaryjski (Kalwary)    | 314         | Kr  | dp. łomżyński, Ks. Warszaw. | Litwa              |
|      | Wierzbołów          | Wirballen               | 1630         | kalwaryjski (Kalwary)    | 245         | Kr  | dp. łomżyński, Ks. Warszaw. | Litwa              |
|      | Wisztyniec          | Wystitten               | 1579         | kalwaryjski (Kalwary)    | 187         | Kr  | dp. łomżyński, Ks. Warszaw. | Litwa              |
|      | Urdomin             | Urdomin                 | 269          | kalwaryjski (Kalwary)    | 50          | Sz  | dp. łomżyński, Ks. Warszaw. | Litwa              |
|      | Berżniki            | Berzniki                | 304          | wigierski (Wigry)        | 68          | Kr  | dp. łomżyński, Ks. Warszaw. | Polska             |
|      | Jeleniewo           | Jeleniewo               | 346          | wigierski (Wigry)        | 49          | Kr  | dp. łomżyński, Ks. Warszaw. | Polska             |
|      | Krasnopol           | Krasnopol               | 533          | wigierski (Wigry)        | 105         | Kr  | dp. łomżyński, Ks. Warszaw. | Polska             |
|      | Liszków             | Liszkow                 | 249          | wigierski (Wigry)        | 149         | Kr  | dp. łomżyński, Ks. Warszaw. | Litwa              |
|      | Łoździeje           | Losdzeye                | 1537         | wigierski (Wigry)        | 217         | Kr  | dp. łomżyński, Ks. Warszaw. | Litwa              |
|      | Metele              | Metellen                | 297          | wigierski (Wigry)        | 66          | Kr  | dp. łomżyński, Ks. Warszaw. | Litwa              |
|      | Filipów             | Philippowo              | 795          | wigierski (Wigry)        | 120         | Kr  | dp. łomżyński, Ks. Warszaw. | Polska             |
|      | Przerośl            | Przerosl                | 1166         | wigierski (Wigry)        | 230         | Kr  | dp. łomżyński, Ks. Warszaw. | Polska             |
|      | Puńsk               | Punsk                   | 583          | wigierski (Wigry)        | 59          | Kr  | dp. łomżyński, Ks. Warszaw. | Polska             |
|      | Sereje              | Serrey                  | 1094         | wigierski (Wigry)        | 215         | Kr  | dp. łomżyński, Ks. Warszaw. | Litwa              |
|      | Sejny               | Seyne                   | 516          | wigierski (Wigry)        | 96          | Kr  | dp. łomżyński, Ks. Warszaw. | Polska             |
|      | Suwałki             | Suwalken                | 1184         | wigierski (Wigry)        | 214         | Kr  | dp. łomżyński, Ks. Warszaw. | Polska             |
|      | Szczebra            | Szczebra                | 219          | wigierski (Wigry)        | 46          | Kr  | dp. łomżyński, Ks. Warszaw. | Polska             |
|      | Wiżajny             | Wizaynen                | 946          | wigierski (Wigry)        | 205         | Kr  | dp. łomżyński, Ks. Warszaw. | Polska             |
|      | Bakałarzewo         | Bakalarzewo             | 405          | wigierski (Wigry)        | 67          | Sz  | dp. łomżyński, Ks. Warszaw. | Polska             |
|      | Lejpuny             | Leypuhnen               | 233          | wigierski (Wigry)        | 42          | Sz  | dp. łomżyński, Ks. Warszaw. | Litwa              |
|      | Mirosław            | Miroslaw                | 220          | wigierski (Wigry)        | 48          | Sz  | dp. łomżyński, Ks. Warszaw. | Litwa              |
|      | Wiejsieje           | Wieyszteye              | 518          | wigierski (Wigry)        | 85          | Sz  | dp. łomżyński, Ks. Warszaw. | Litwa              |
|      | Dąbrowa             | Dombrowa                | 737          | dąbrowski (Dombrowa)     | 127         | Kr  | o. białostocki, Imp. Ros.   | Polska             |
|      | Korycin             | Koryczin                | 252          | dąbrowski (Dombrowa)     | 52          | Kr  | o. białostocki, Imp. Ros.   | Polska             |
|      | Kuźnica             | Kuznica                 | 427          | dąbrowski (Dombrowa)     | 35          | Kr  | o. białostocki, Imp. Ros.   | Polska             |
|      | Lipsk               | Lipsk                   | 945          | dąbrowski (Dombrowa)     | 256         | Kr  | dp. łomżyński, Ks. Warszaw. | Polska             |
|      | Nowy Dwór           | Nowidwor                | 555          | dąbrowski (Dombrowa)     | 96          | Kr  | o. białostocki, Imp. Ros.   | Polska             |
|      | Suchowola           | Suchowolla / Chodorowka | 959          | dąbrowski (Dombrowa)     | 218         | Kr  | o. białostocki, Imp. Ros.   | Polska             |
|      | Hołynka             | Holinka                 | 225          | dąbrowski (Dombrowa)     | 45          | Sz  | dp. łomżyński, Ks. Warszaw. | Białoruś           |
|      | Raczki              | Raszken                 | 766          | dąbrowski (Dombrowa)     | 165         | Sz  | o. białostocki, Imp. Ros.   | Polska             |
|      | Sidra               | Sidra                   | 507          | dąbrowski (Dombrowa)     | 137         | Sz  | o. białostocki, Imp. Ros.   | Polska             |
|      | Sopoćkinie          | Sopockin                | 439          | dąbrowski (Dombrowa)     | 96          | Sz  | dp. łomżyński, Ks. Warszaw. | Białoruś           |
|      | Sztabin             | Stabin                  | 507          | dąbrowski (Dombrowa)     | 55          | Sz  | dp. łomżyński, Ks. Warszaw. | Polska             |
|      | Białystok           | Bialystock              | 3370         | białostocki (Bialystock) | 459         | Sz  | o. białostocki, Imp. Ros.   | Polska             |
|      | Janów               | Janow                   | 691          | białostocki (Bialystock) | 186         | Kr  | o. białostocki, Imp. Ros.   | Polska             |
|      | Knyszyn             | Knyszin                 | 1699         | białostocki (Bialystock) | 318         | Kr  | o. białostocki, Imp. Ros.   | Polska             |
|      | Odelsk              | Odelsk                  | 601          | białostocki (Bialystock) | 172         | Kr  | o. białostocki, Imp. Ros.   | Białoruś           |
|      | Sokółka             | Sokolka                 | 1091         | białostocki (Bialystock) | 225         | Kr  | o. białostocki, Imp. Ros.   | Polska             |
|      | Wasilków            | Waszilkow               | 891          | białostocki (Bialystock) | 184         | Kr  | o. białostocki, Imp. Ros.   | Polska             |
|      | Choroszcz           | Chorocz                 | 579          | białostocki (Bialystock) | 122         | Sz  | o. białostocki, Imp. Ros.   | Polska             |
|      | Gródek              | Groddek                 | 388          | białostocki (Bialystock) | 66          | Sz  | o. białostocki, Imp. Ros.   | Polska             |
|      | Jasionówka          | Jasianowke              | 622          | białostocki (Bialystock) | 81          | Sz  | o. białostocki, Imp. Ros.   | Polska             |
|      | Zabłudów            | Zabludow                | 1409         | białostocki (Bialystock) | 297         | Sz  | o. białostocki, Imp. Ros.   | Polska             |
|      | Bielsk              | Bielsk                  | 1733         | bielski (Bielsk)         | 320         | Kr  | o. białostocki, Imp. Ros.   | Polska             |
|      | Kleszczele          | Kleszel                 | 1088         | bielski (Bielsk)         | 276         | Kr  | o. białostocki, Imp. Ros.   | Polska             |
|      | Narew               | Narew                   | 425          | bielski (Bielsk)         | 95          | Kr  | o. białostocki, Imp. Ros.   | Polska             |
|      | Boćki               | Boczki                  | 1462         | bielski (Bielsk)         | 223         | Sz  | o. białostocki, Imp. Ros.   | Polska             |
|      | Orla                | Orla                    | 1486         | bielski (Bielsk)         | 241         | Sz  | o. białostocki, Imp. Ros.   | Polska             |
|      | Drohiczyn           | Drohycin                | 884          | drohiczyński (Drohycin)  | 173         | Kr  | o. białostocki, Imp. Ros.   | Polska             |
|      | Mielnik             | Mielnik                 | 822          | drohiczyński (Drohycin)  | 141         | Kr  | o. białostocki, Imp. Ros.   | Polska             |
|      | Ciechanowiec        | Ciechanowiec            | 2651         | drohiczyński (Drohycin)  | 340         | Sz  | o. białostocki, Imp. Ros.   | Polska             |
|      | Siemiatycze         | Siemiatyce              | 2734         | drohiczyński (Drohycin)  | 319         | Sz  | o. białostocki, Imp. Ros.   | Polska             |
|      | Wysokie Mazowieckie | Wysokie Masowiecki      | 864          | drohiczyński (Drohycin)  | 134         | Sz  | dp. łomżyński, Ks. Warszaw. | Polska             |
|      | Suraż               | Suracz                  | 709          | suraski (Suracz)         | 133         | Kr  | o. białostocki, Imp. Ros.   | Polska             |
|      | Brańsk              | Bransk                  | 1026         | suraski (Suracz)         | 114         | Kr  | o. białostocki, Imp. Ros.   | Polska             |
|      | Tykocin             | Tykoczin                | 2783         | suraski (Suracz)         | 372         | Sz  | dp. łomżyński, Ks. Warszaw. | Polska             |
|      | Goniądz             | Goniondz                | 1373         | goniądzki (Goniondz)     | 210         | Kr  | o. białostocki, Imp. Ros.   | Polska             |
|      | Augustów            | Augustowo               | 1987         | goniądzki (Goniondz)     | 304         | Kr  | dp. łomżyński, Ks. Warszaw. | Polska             |
|      | Radziłów            | Radzilow                | 435          | goniądzki (Goniondz)     | 85          | Kr  | dp. łomżyński, Ks. Warszaw. | Polska             |
|      | Rajgród             | Raygrod                 | 889          | goniądzki (Goniondz)     | 195         | Kr  | dp. łomżyński, Ks. Warszaw. | Polska             |
|      | Wąsosz              | Wonsosz                 | 731          | goniądzki (Goniondz)     | 167         | Kr  | dp. łomżyński, Ks. Warszaw. | Polska             |
|      | Wizna               | Wyzna                   | 1098         | goniądzki (Goniondz)     | 197         | Kr  | dp. łomżyński, Ks. Warszaw. | Polska             |
|      | Grajewo             | Grajewo                 | 218          | goniądzki (Goniondz)     | 23          | Sz  | dp. łomżyński, Ks. Warszaw. | Polska             |
|      | Jedwabne            | Jedwabno                | 481          | goniądzki (Goniondz)     | 52          | Sz  | dp. łomżyński, Ks. Warszaw. | Polska             |
|      | Osowiec             | Ossowiec                | 212          | goniądzki (Goniondz)     | 38          | Sz  | dp. łomżyński, Ks. Warszaw. | Polska             |
|      | Szczuczyn           | Szczuczin               | 1849         | goniądzki (Goniondz)     | 261         | Sz  | dp. łomżyński, Ks. Warszaw. | Polska             |
|      | Łomża               | Lomza                   | 1166         | łomżyński (Lomza)        | 194         | Kr  | dp. łomżyński, Ks. Warszaw. | Polska             |
|      | Kolno               | Kolno                   | 945          | łomżyński (Lomza)        | 171         | Kr  | dp. łomżyński, Ks. Warszaw. | Polska             |
|      | Nowogród            | Nowogrod                | 966          | łomżyński (Lomza)        | 189         | Kr  | dp. łomżyński, Ks. Warszaw. | Polska             |
|      | Zambrów             | Zambrow                 | 564          | łomżyński (Lomza)        | 81          | Kr  | dp. łomżyński, Ks. Warszaw. | Polska             |
|      | Śniadowo            | Smlodow / Sniadow       | 705          | łomżyński (Lomza)        | 98          | Sz  | dp. łomżyński, Ks. Warszaw. | Polska             |
|      | Stawiski            | Stawiszken              | 1212         | łomżyński (Lomza)        | 173         | Sz  | dp. łomżyński, Ks. Warszaw. | Polska             |